# 大仏刑事
大仏刑事（だいぶつでか）は大崎亮平のギャグ漫画。『プレコミックブンブン』2005年6月号から『月刊コミックブンブン』2009年10月号に連載されていた。同誌の主軸ともいえる「かいけつゾロリ｣に代わって雑誌の看板キャラクターを務める事があった。

## あらすじ
観音署に勤めるゴトウ刑事がいつものように出勤すると、警察署の隣に大仏が座っていた。大仏は突然動き出し、大仏刑事と名乗り観音署に配属されることになった。

## 登場人物
ゴトウ以外は、名前の後の「刑事」を「でか」と読む。
大仏刑事（正式名称は不明）
この漫画の主役。外見はまさに大仏そのもの。ゴトウからは「だいぶつくん」と呼ばれている。顔の中には息子がいる（まだ名前が無く、どういった経緯で誕生したかは不明）。巨大化や縮小が可能。念仏を唱え奇妙な術を毎回使って周りをきりきり舞いさせるというのがオチ。一貫して顔を動かさない無表情なキャラクターであるため、言葉からでしか感情を判断できない（一方で、なぜか息子の方は顔を動かせる）。1度だけ、自分で言ったシャレに対し「フフフ…」と笑った事がある。2007年度のプレコミックブンブン8月号には、連載される以前の大仏刑事が掲載されたが、顔付きは今とは大分変わっている。非常に顔が広く、海坊主などの妖怪とも仲良し。
ゴトウ刑事
この漫画のわき役。ごく普通の壮年男性。大仏の上司でいつも大仏にふりまわされており、頭がハゲていることを大仏にネタにされたりと毎回散々な目に遭っている。この漫画のツッコミを担当。当初は口元に無精ひげを生やしていた。口癖は「のっはー」。
猫目刑事
猫のような顔で語尾に「ニャ」を付けて話すのが特徴的な刑事。後述のパイロット版でも部下という役割で登場している。
お魚刑事（お魚　五郎）
魚のような姿のおくびょうな刑事。口癖は「ギョギョ」で語尾に「です」を付けて話す。塩水を飲むと、パワーアップして悪人と立ち向かう力がわく。
宇宙刑事（宇宙 銀河郎）
お魚刑事が登場した以来久々の新人刑事登場。大仏によると今回の新人刑事はブンブン編集部から「そろそろ新しい刑事を出せ」と言われたので登場したらしい。態度がデカい宇宙から来た刑事。地球人（人間）では数人しか出来ない薬指だけを真っ直ぐ立てられたり、足を首の後ろで組めたり出来る。顔は２つあり、上が宇宙人ぽい顔で下が人間ぽい顔をしている。頭はハゲててゴトウと同じような↓の形をした髪の毛？がある。
モアイ署長
本名「毛愛星子(もあい　せいこ)」。観音署の女署長。その名の通り、モアイのような巨大な頭をしており、大仏曰く「鼻でかサングラスくちびるおばけ」。役職に反して性格は子供っぽい。署員の給料をロケットの製造費に充て、挙句その月は無給になるなど警察官としては甚だ問題がある人物。あまりの出番の少なさに、「出番ふやしなさいよ!」という立て札を持って現れた事がある。また、「世界大股美人モデル子」という子供がいる。
ちなみ
ゴトウ刑事の娘。大仏に「観音開き」という術を教わった。
メガミーナ
アメリカで知り合った大仏刑事のガールフレンド。自由の女神像と上野の西郷ドンの間に生まれた巨体の女性。素顔は父親似だが、厚化粧と衣装で容姿を母親風に見せている。「ミーは○○デース」というインチキくさい日本語を話す。過去に大仏そっくりの顔をした彼氏と付き合っていたが、事故死させてしまったことがある（本人は自分のせいだとは全く思っていない）。
ザリガニ子
お魚の妻。結婚式でかつての恋人に連れ去られるが、最終的には決闘に勝利したお魚のもとへ戻ってきた。
イナズ魔
犯罪組織カミナリ団のボス。大仏の命を狙うも殺し屋のミカヅキや、10の手を持つ千・ジュリアなど、恐ろしく間抜けな部下を従え、自身も言葉を言い間違えるなどしている。作中で顔を見せない（描かれていない）のは、「悪役のボスはそう簡単に顔を見せない」という理由からであって、決して「作者が顔を考えていない」からではない。最終的に読者からのハガキで心をいれかえ、いい人になる。
大崎亮平
この漫画の作者。うお座。「大仏刑事」の宣伝をするほか、何気なく頻繁に漫画に出ていたりもする。ゴトウ刑事曰く「出たがり作者」らしい。
その他、「大仏刑事」を連載する以前に作者が書いていたパイロット版のキャラクターも時々登場している。

## パイロット版
「出かける刑事（デカ）」の名で2005年版『プレコミックブンブン』で読み切りが掲載された。